# Aerologic
Die AeroLogic GmbH mit Sitz in Schkeuditz ist eine deutsche Frachtfluggesellschaft. Sie hat ihre Basis auf dem Flughafen Leipzig/Halle. Das Unternehmen ist ein Joint Venture zwischen DHL Express und Lufthansa Cargo.

## Geschichte
AeroLogic ging aus einem seit 2004 bestehenden Gemeinschaftsunternehmen von DHL Express und Lufthansa Cargo hervor. Als Rechtsrahmen für das in der Planungsphase namenlose beziehungsweise nur als NewCo (new corporation, dt.: „Neue Gesellschaft“) bezeichnete Unternehmen wurde am 12. September 2007 die Vorratsgesellschaft Blitz 07-343 GmbH ins Handelsregister eingetragen. Am 9. Januar 2008 wurde der Name in Aerologic GmbH geändert, was offiziell am 28. Januar bekannt gegeben wurde. An der Gesellschaft halten DHL Express und Lufthansa Cargo einen Anteil von jeweils 50 Prozent.
Am 26. Mai 2009 erteilte das Luftfahrt-Bundesamt an AeroLogic die Betriebsgenehmigung für die Beförderung von Post und Fracht im gewerblichen Verkehr, nachdem es zuvor für die Frachtfluggesellschaft die erste in Deutschland registrierte Boeing 777 zugelassen hatte. Den offiziellen Flugbetrieb nahm AeroLogic am 19. Juni 2009 auf.

## Flugziele
AeroLogic führt von ihren beiden Drehkreuzen mehrheitlich Langstrecken-Frachtflüge im Auftrag der beiden Mutterunternehmen DHL und Lufthansa Cargo durch. Weltweit werden insgesamt 34 Destinationen angeflogen, darunter sechs in Europa, zehn in Nordamerika und 18 in Asien.
Die Flotte fliegt an Werktagen hauptsächlich für DHL Express, an Wochenenden steht die Flotte schwerpunktmäßig der Lufthansa Cargo zur Verfügung.

## Flotte

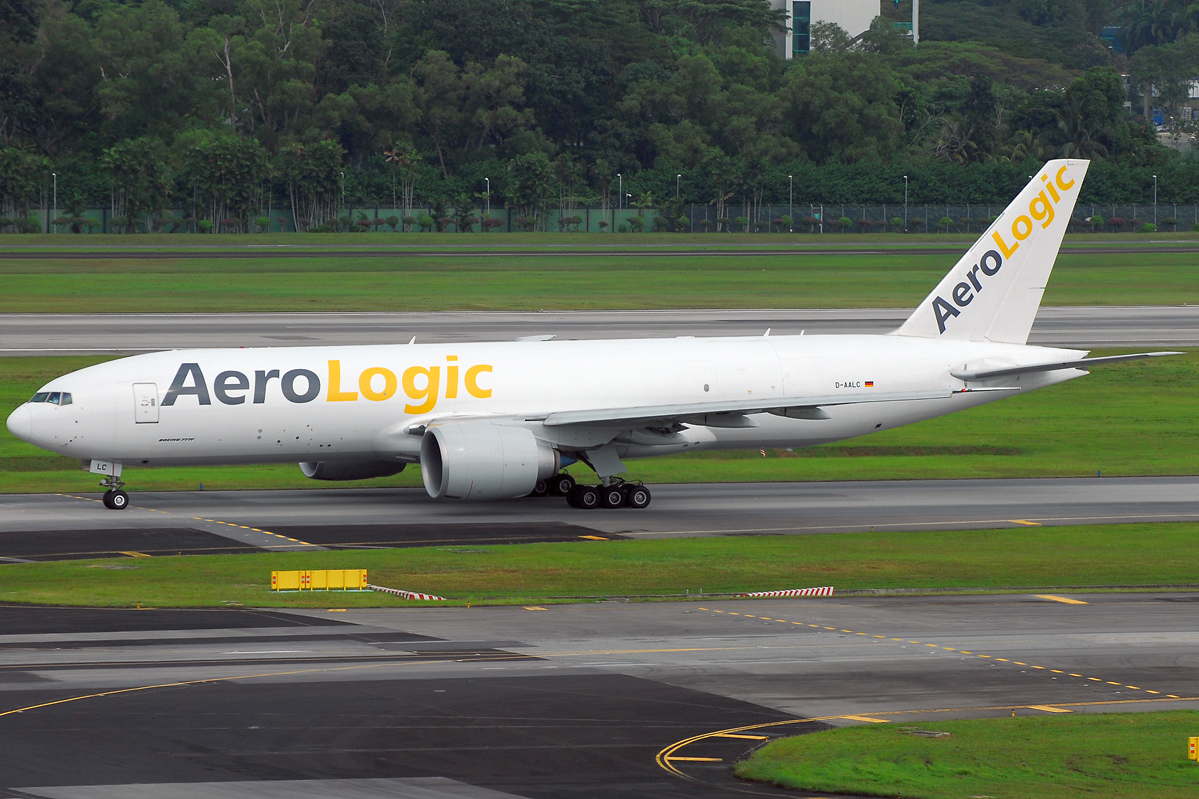
Boeing 777F der AeroLogic auf dem Flughafen Singapur

### Flottenentwicklung
Für die Betriebsaufnahme wurden insgesamt acht werksneue Boeing 777F bestellt, die sich alle im Eigentum einer Leasinggesellschaft befinden. Die erste Maschine dieses Typs mit dem Luftfahrzeugkennzeichen D-AALA wurde mit dreimonatiger Verspätung geliefert, sie ist am 13. Mai 2009 um 15:24 Uhr auf dem Flughafen Leipzig/Halle eingetroffen und am 29. Juni zu ihrem ersten kommerziellen Flug gestartet. Bis 2010 wurden alle acht weiteren Maschinen von Boeing ausgeliefert.
2017 übernahm man zunächst zwei weitere Maschinen gebraucht von LATAM Cargo und reihte diese als D-AALI und D-AALJ ein, bevor 2019 dann vier sowie 2020 und 2021 jeweils drei fabrikneue 777F beschafft wurden. Im Jahr 2022 übernahm man eine weitere, damals rund 10 Jahre alte Maschine gebraucht von Emirates, welche bei AeroLogic die Kennung D-AALU erhielt.
Vom 6. auf den 7. März 2025 wurde die erste von drei weiteren geplanten Boeing 777F mit dem Luftfahrzeugkennzeichen D-AALW vom Boeing-Werk in Everett nach Leipzig/Halle überführt, zuvor war im Dezember 2023 mit D-AALV die letzte Maschine ebenfalls fabrikneu ausgeliefert worden.

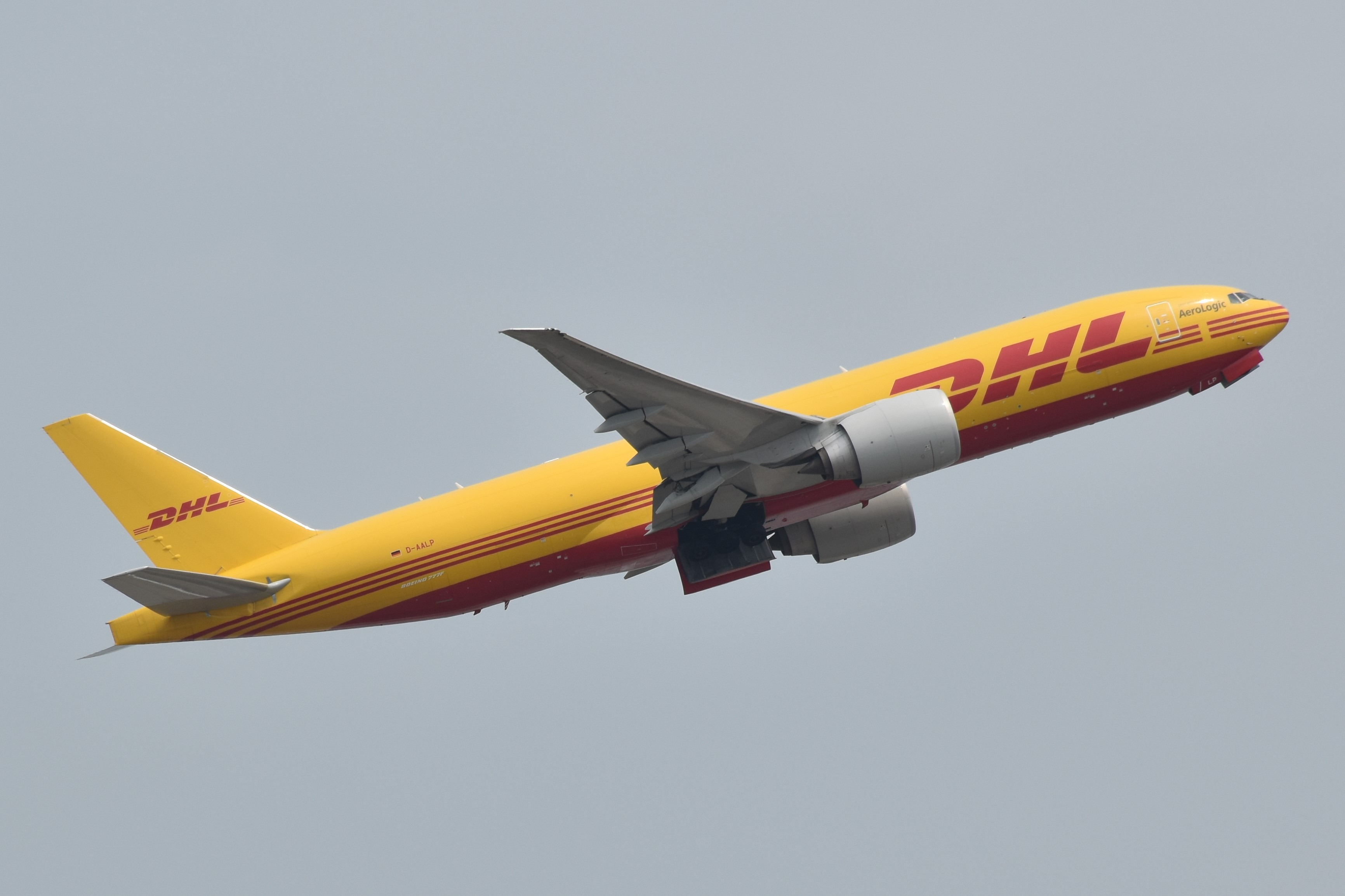
D-AALP in den Firmenfarben von DHL beim Start vom Hong Kong International Airport

Die insgesamt neun Flugzeuge mit den Kennungen D-AALL, LM, LO bis LT und LW tragen an Stelle der weißen AeroLogic-Gestaltung ganzflächig das gelb-rote DHL-Design. Der Firmenname ist bei diesen Maschinen dezenter in Höhe des Cockpits angebracht.

### Technische Daten
In den Boeing 777F kommen zwei Triebwerke vom Typ General Electric GE 90-110B1L zum Einsatz, mit denen eine Reichweite von rund 9000 Kilometern erreicht werden kann. Die Flügelspannweite beträgt 64,8 Meter, die Gesamtlänge 63,7 Meter.
Das maximale Startgewicht beträgt 347 Tonnen, maximales Landegewicht sind 261 Tonnen. Es können 145 Tonnen Kerosin an Bord genommen werden.
Die Maschinen haben zwei Ladedecks mit 25 AMX-Positionen auf dem Oberdeck und 32 LD3-Positionen auf dem Unterdeck. Insgesamt können 106 Tonnen Luftfracht befördert werden.

### Flottenstärke
Mit Stand Mai 2025 besteht die Flotte der AeroLogic aus 25 Flugzeugen mit einem Durchschnittsalter von 8,8 Jahren:
| Flugzeugtyp | Anzahl | bestellt | Anmerkungen                    | Kapazität pro Flugzeug (in t) | Durchschnittsalter |
| ----------- | ------ | -------- | ------------------------------ | ----------------------------- | ------------------ |
| Boeing 777F | 25     | 1        | elf betrieben für DHL Aviation | 106                           | 8,8 Jahre          |
| Gesamt      | 25     | 1        |                                |                               | 8,8 Jahre          |

## Trivia
AeroLogic wird unter dem Callsign German Cargo gerufen, welches eine Anlehnung an die Vergangenheit der Lufthansa Cargo ist.